# NGC 6061
NGC 6061是一個有電波活動的透鏡星系，距離約4.9億光年遠，位於星座武仙座。這個星系被歸類為頭尾電波星系，是天文學家路易斯·斯威夫特於1886年6月8日發現的。NGC 6061是武仙座星系團的成員。

## 外部連結
- WikiSky上关于NGC 6061的内容：DSS2, SDSS, GALEX, IRAS, 氢α, X射线, 天文照片, 天图, 文章和图片